# Deportivo Antioquia
El Deportivo Antioquia fue un club de fútbol colombiano, de la ciudad de Itagüí, Antioquia. Fue fundado en 1992 y jugó en la Categoría Primera B hasta 2005.

## Historia
A principios de las década de 1990, algunos dirigentes antioqueños fundaron al Deportivo Industrial Itagüí, en la ciudad de Itagüí, con la intención de darle oportunidad a los nuevos jugadores paisas. El club fue aceptado para jugar el segundo campeonato de la Categoría Primera B en 1992. Su desempeño en ese torneo fue destacado, ocupando la quinta posición,Sin embargo, para 1993 las cosas no salieron igual. El equipo paisa ocupó el último lugar.
Al año siguiente, para la temporada 1994 es renombrado como Deportivo Antioquia, denominación con la que logra mayor relevancia en su historia al ser subcampeón dos veces de la Primera B.
En 1998 el club fue renombrado como Itagüí Fútbol Club y bajo el mando técnico de Carlos Paniagua estuvo muy cerca del ascenso al quedar subcampeón de la Primera B 1999,
En 2004  retomó su razón social de Deportivo Antioquia y en 2005 se convirtió en Florida Soccer, jugando como local en La Ceja su última temporada.
En 2006 desapareció el club para darle paso al Córdoba Fútbol Club, que jugó solo una temporada en la ciudad de Cereté y este pasó a ser Atlético de la Sabana que luego se convertiría en Uniautónoma para finalmente dar origen a Orsomarso Sportivo Clube.

## Estadio
Estadio Metropolitano Ciudad de Itagüí con capacidad para 12.000 personas. Ha sido el escenario utilizado por los diferentes equipos que ha tenido la ciudad de Itaguí, como el Itaguí Fútbol Club, Deportivo Antioquia, y posteriormente Águilas Doradas e Itagüí Leones. Su casa bajo el nombre de Florida Soccer fue el Estadio Carlos Alberto Bernal del municipio de La Ceja.

## Uniforme
- Uniforme titular: Camiseta amarilla, pantalón amarillo, medias negras.
- Uniforme alternativo: Camiseta negra, pantalón amarillo, medias negras.

## Datos del club
- Temporadas en 1ª: 0
- Temporadas en 2ª: 12 (Como Industrial Itagüí: 1992-1993; Como Deportivo Antioquia: 1994-1997 y 2004; Como Itagüí F.C.: 1998-2003; Como Florida Soccer: 2005)
- Mejor puesto:
  - En Primera B: 5.º (1992)
- Peor puesto: 
  - En Primera B: 14.º (1993, último), 16.º (2001, último).[10]

### Evolución de la ficha
| Temporadas     | Nombre del club       |
| -------------- | --------------------- |
| 1992-93        | Industrial Itagüí     |
| 1994-97 y 2004 | Deportivo Antioquia   |
| 1998-2003      | Itagüí FC             |
| 2005           | Florida Soccer        |
| 2006-08        | Córdoba FC            |
| 2009-10        | Atlético de la Sabana |
| 2011-15        | Uniautónoma FC        |
| 2016-act       | Orsomarso SC          |

### Temporadas y denominaciones
| Denominación        | Temporada | Posición | PJ | PG | PE | PP | GF | GC | DIF | PTS |
| ------------------- | --------- | -------- | -- | -- | -- | -- | -- | -- | --- | --- |
| Industrial Itagüí   | 1992      | 5.°      | 22 | 8  | 8  | 6  | 21 | 22 | -1  | 24  |
| Industrial Itagüí   | 1993      | 14.°     |    |    |    |    |    |    |     |     |
| Deportivo Antioquia | 1994      | 2.°      |    |    |    |    |    |    |     |     |
| Deportivo Antioquia | 1995      | 10.°     |    |    |    |    |    |    |     |     |
| Deportivo Antioquia | 1995-96   | 5.°      |    |    |    |    |    |    |     |     |
| Deportivo Antioquia | 1996-97   | 9.°      |    |    |    |    |    |    |     |     |
| Deportivo Antioquia | 1997      | 15.°     |    |    |    |    |    |    |     |     |
| Itagüí F.C.         | 1998      | 4.°      |    |    |    |    |    |    |     |     |
| Itagüí F.C.         | 1999      | 2.°      |    |    |    |    |    |    |     |     |
| Itagüí F.C.         | 2000      | 11.°     |    |    |    |    |    |    |     |     |
| Itagüí F.C.         | 2001      | 16.°     |    |    |    |    |    |    |     |     |
| Itagüí F.C.         | 2002      | 7.°      |    |    |    |    |    |    |     |     |
| Itagüí F.C.         | 2003      | 5.°      |    |    |    |    |    |    |     |     |
| Deportivo Antioquia | 2004      | 2.°      |    |    |    |    |    |    |     |     |
| Florida Soccer      | 2005      | 12.°     |    |    |    |    |    |    |     |     |

 Pts=Puntos; PJ=Partidos jugados; PE=Partidos empatados; P=Partidos perdidos; GF=Goles a favor; GC=Goles en contra; DIF=Diferencia de gol

## Palmarés

### Torneos nacionales oficiales
Como Deportivo Antioquia
- Subcampeón de la Categoría Primera B (2): 1994, 2004.

Como Itagüí F.C.
- Subcampeón de la Categoría Primera B (1): 1999.